# Зграда Архива Југославије
Зграда Архива Југославије представља непокретно културно добро као споменик културе. Налази се у градској општини Савски венац у Београду.

## Историјат и изглед зграде
Зграда Архива Југославије изграђена је као задужбина на иницијативу и уз новчану подршку краља Александра I Карађорђевића, а по пројекту архитекте Војина Петровића. Грађена нешто више од две године, од 5. јула 1931. до 15. јула 1933, ова троспратница, обликована у стилу академизма као репрезентативан и монументалан објекат сведене декоративне фасадне пластике, корисне површине око 8.000 квадратних метара, са главном фасадом окренутом према Топчидерској звезди, првобитно је имала назив Дом краља Александра I за ученике средњих школа.
Дом је располагао свим потребним средствима и богатим садржајем: библиотеком, двораном за музику и цртање, као и просторијама за спорт са базеном за пливање и посебно уређеним спортским игралиштима. Према записима ученика школе, у дворишту се налазила биста краља Александра.
Зграда је кратко време служила почетној намени. Већ почетком Другог светског рата, у њу су се уселили Гестапо и немачка војна команда. По његовом завршетку, у згради су биле смештене више војне и политичке школе које су ту биле присутне до 1953.
После тога зграду је преузело и до 1970. године користило Савезно министарство за унутрашње послове. У почетку је ту био смештен Школски центар унутрашњих послова, а касније и део Дома радника унутрашњих послова "Пане Ђукић". Одлуку да се зграда додели на коришћење Архиву Југославије донело је Савезно извршно веће на седници одржаној 19. марта 1969.
Зграда Архива Југославије представља значајну културно-историјску вредност, као место где се чува богата архивска грађа која је од посебног значаја за проучавање развоја националне историје и културе. Истовремено, као репрезентативан пример академске архитектуре, лоциран у једном од најлепших делова града, поседује и значајне архитектонско-урбанистичке вредности.
У дворишту Архива, према главном улазу, налази се биста краља Александра I, постављена 2003. године. На постаменту, израђеном од беловодског пешчара, изливени су краљево име и презиме, године рођења и погибије. За израду бронзане бисте искоришћен је рад вајара Славка Милетића, изливен 1936. године у београдској ливници "Бронза". На истом месту, од 1952. године до 2003, на каменом постаменту налазила се биста Ђуре Ђаковића, изливена у бронзи, рад вајара Стевана Боднарова. Данас се биста Ђуре Ђаковића налази у приземљу зграде поред улаза у читаоницу.
Одлуком Владе Републике Србије, из 2007. године, Зграда Архива Југославије стављена је под заштиту као споменик културе.

## Архив данас
Архив Југославије од 1950. године чува и штити архивску грађу насталу радом централних државних органа и организација југословенске државе у периоду од 1918. до 2006. године. Знања о југословенској држави и друштву налазе се у историјским изворима похрањеним у 840 фондова и збирки које се налазе у оквиру 24,5 километра архивске грађе.
Архив је до сада објавио преко 100 наслова зборника докумената архивске грађе, зборника радова са међународних научних скупова, књига из историографије и архивистике, монографија, каталога изложби, водича кроз фондове и збирке и информативних средстава обрађених фондова и збирки.
Поред сталне поставке „Историјске карте Југославије”, Архив има свој изложбени простор у којем се неколико пута годишње приређују изложбе архивских докумената са темама из историје Југославије.

## Сарадња архива са домаћим и страним институцијама
Сарадња архива са сличним институцијама, како у земљи тако и у иностранству, установљена је из природне потребе да се искуства размене како би се позитивне иницијативе, искуства и пракса других прихватили.

### У Србији
Архив Jугославије има редовну сарадњу са другим архивима у држави, историјским институтима, Филозофским факултетом у Београду, музејима, библиотекама и другим установама културе.

### У иностранству
Међународна сарадња Архива Југославије обухвата: сарадњу са архивима и другим сродним институцијама и асоцијацијама у иностранству у размени истраживача; размену изложби; учешће на међународним скуповима архивиста – састанцима и скуповима међународних организација и удружења националних архивских служби (Међународни архивски савет у коме Архив има статус члана А категорије, ЦИБАЛ – невладина организација под покровитељством УНЕСКО-а и др.). Пажљивим одабиром најважније грађе која се односи на Југославију у Националном архиву Велике Британије, Централном државном архиву Италије, Националном, Дипломатском и Војном архиву Француске, Централном партијском архиву Института марксизма-лењинизма и Центру за чување и изучавање докумената најновије историје у Москви, као и у неким другим страним архивима, делимично је попуњена значајна празнина у фондовима који се односе на период 1918–1945.
Сарадње су потписане са више институција у више различитих држава (Индонезија, Русија, Алжир, Босна и Херцеговина, Бугарска, НР Кина, Мађарска, Украјина, Сев. Македонија, Словенија и Немачка).